# John Frederick Parker (homme politique)
John  Frederick Parker, né en 1853 en Ohio et mort le 12 décembre 1911 à Washington, est un homme politique américain. Il est gouverneur des Samoa américaines de 1908 à 1910.